# TAT-8
TAT-8是第八条跨大西洋通信电缆和第一条跨大西洋光纤光缆，连接美国，英国和法国，其传输速率为280Mbit/s（支持最多40,000个电话电路）。   它由AT＆T公司，法国电信和英国电信领导的公司联盟于1988年建造。AT＆T贝尔实验室开发了电缆中所使用的技术。通过使用位于英国海岸外大陆架水下的一个创新性拆分装置，它仅跨大西洋一次就连接了这三个国家。电缆在分别在美国新泽西州的塔克顿，英国的威德茅斯湾和法国的庞马尔登陆。 
该系统于1988年以3.35亿美元的初始成本建造 ，并于2002年停止使用。 

## 历史
这是第一条使用光纤的跨大西洋光缆，是电信领域的一场革命。该系统包含三对光纤，其中两对用于工作，一对被保留作为备用。每根光纤上的信号被调制为295.6Mbit/s（承载20Mbit/s的流量），通过具有抗压力外壳的中继器每间隔40km进行一次中继。 
光缆被埋在欧洲和美洲一侧的大陆架上，掩埋在土里一般而言是有效的，因为电缆的问题在很大程度上与制造缺陷有关。在运行的前两年中，该光缆存在许多可靠性问题。 AT＆T于1985年在加那利群岛铺设了一条试验光缆。这条电缆没有电气屏蔽设计，经常遭到了鲨鱼的袭击。但从来没有人证明这些攻击是由于鲨鱼感应到电缆发出的电辐射，还是因为电缆在悬挂的海底移动时的产生振动引起鲨鱼注意，或者两者兼而有之。TAT-8绝大部分长度上是没有做屏蔽处理的，因为在大多数路线上，被鲨鱼袭击的威胁很小。由于加那利岛电缆是第一根光纤光缆，而不是同轴电缆，因此取消了高压供电线路的电气屏蔽设计。这种做并对其中的光纤没有什么影响，但却确实引起了附近游动的鲨鱼的进食狂潮。鲨鱼会攻击电缆，直到电压线导致其死亡。这也导致了经常性的、长时间的断联。于是，光缆开始采用电气屏蔽设计，并用于TAT-8。 PTAT-1是另一条进入大西洋的电缆，其整个长度上都做了电气屏蔽设计。但电气屏蔽设计提供的附加可靠性尚未得到充分评估。 
该系统由三家知名的海底系统供应商组成的财团制造：美国电话电报公司（AT&T）、标准电话和电缆公司以及阿尔卡特公司。他们的想法是，每个制造商都将制造系统的一部分，因此法国电信公司采购的法国技术将在法国落地，美国电话电报公司采购的美国技术将在美国落地，英国电信公司采购的英国技术将在英国落地。尽管中继器监控系统都是专有的，但系统的整体设计是为了便利地互操作。不同供应商的中继器通过“中跨协议”实现互联。 AT＆T被任命为整合协调员，整合试验在新泽西州的菲力荷举行。 

## 影响
1989年，由于目睹TAT-8光缆所带来的益处， IBM同意资助康奈尔大学和欧洲核子研究组织之间的专用T1链路，该链路于1990年2月完成。  它极大地增加了早期互联网时代美国和欧洲部分之间的连接。  这使的蒂姆·伯纳斯-李（Tim Berners-Lee）可以与NSFnet建立高速、直接和开放的连接，这极大地促成了10个月后万维网的首次演示。同时对于华沙条约的崩溃与欧洲接受TCP/IP协议也有着重要的影响。 